# Vlaamse banken

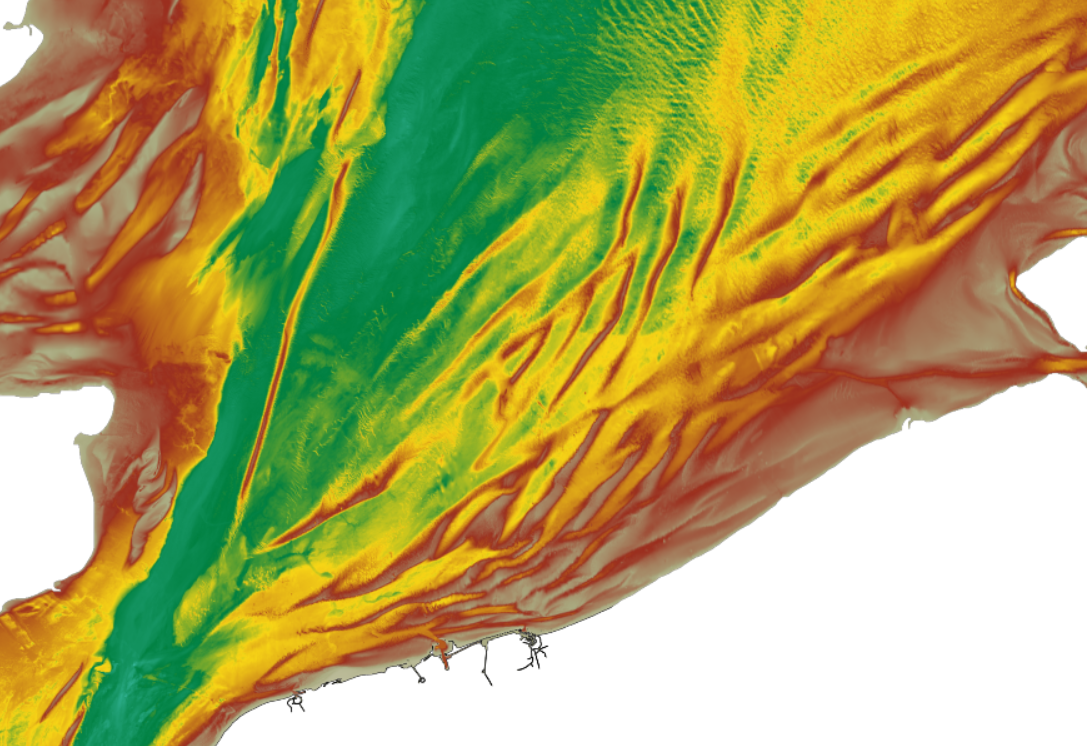
De Vlaamse banken in de zuidelijke Noordzee

De Vlaamse banken zijn een groep zandbanken in de zuidelijke Noordzee. Ze liggen grotendeels in Belgische territoriale wateren. De zandbanken hebben een langgerekte vorm: zo'n 2 à 3 km breed en tot meer dan 30 km lang. De banken zijn voornamelijk zuidwest-noordoost georiënteerd en komen voor van dicht bij de kust tot ver op zee. Het verschil in diepte tussen het hoogste punt van de banken en de omliggende zeebodem bedraagt meestal 10 tot 25 m. De top van de ondiepste zandbanken komt bij uitzonderlijk laag water (LAT) tot nabij enkele decimeters van het wateroppervlak.
Een voorbeeld van een zandbank nabij de kust is de Oostendebank. Verder op zee liggen de Middelkerkebank, de Kwintebank, de Buiten Ratel en de Oostdyck. Een deel van de Vlaamse banken bevindt zich in het grensgebied met Noord-Frankrijk, nabij Duinkerke. Voorbeelden hiervan zijn de Hills Bank en Bergues Bank.  
Ver op zee, de grens van het Belgisch deel van de Noordzee naderend, vindt men nog onder meer de Thorntonbank, Lodewijkbank, Blighbank en de verschillende Hinderbanken. Deze zandbanken zijn bij het grote publiek vooral bekend om de windmolenparken en worden in strikte zin niet meer tot de Vlaamse Banken gerekend.
De term Vlaamse Banken wordt immers op twee manieren gebruikt. Enerzijds, sensu lato, om alle zandbanken in het zuidzuidoostelijk deel van de Noordzee te omschrijven. Anderzijds, sensu stricto, om een specifieke groep banken met een duidelijke oriëntatie en locatie te omschrijven, tussen de Kustbanken en de Hinderbanken in. De Zeelandbanken vervolledigen dan de vier subgroepen van Belgische zandbanken.